# Долгое озеро (Лодейнопольский район)
Долгое — озеро в Ленинградской области, Лодейнопольском районе, у деревни Новая Слобода (п. Свирское). Соединяется протоком с озером Большой Кукас.

## Общие сведения
Площадь озера — 0,6 км². Располагается на высоте 16,6 метров над уровнем моря.
Форма озера продолговатая: вытянуто с северо-востока на юго-запад. Берега каменисто-песчаные.
Код объекта в государственном водном реестре — 01040300211102000014916.